# Temnora fallax
Temnora fallax är en fjärilsart som beskrevs av Rothschild 1894. Temnora fallax ingår i släktet Temnora och familjen svärmare. Inga underarter finns listade i Catalogue of Life.